# جورج شميت
جورج شميت (بالإنجليزية: George Schmidt)‏ هو لاعب كرة قدم أمريكية أمريكي، ولد في 28 أكتوبر 1927 في شيكاغو في الولايات المتحدة، وتوفي في 29 أغسطس 1995 في شامبورغ في الولايات المتحدة.

## وصلات خارجية
- جورج شميت على موقع مرجع كرة القدم المحترفة.كوم (الإنجليزية)